# Рибнишка река
Рибнишката река, наричана също Рибница и Брег (на македонска литературна норма: Рибничка Река, Рибница, Брек), е река в западната част на Северна Македония. Десен приток е на река Радика.
Реката е една от най-големите в Кораб планина. Захранва се от няколко извора на надморска височина 2300 – 2400 m, в района на връх Бачилски камен и на околни местности, поема водите на редица потоци. В изворния ѝ дял са разположени няколко от Корабските езера: езерото Бачилски камен, на 1760 m н.в. и с площ 318 m2, под него – Средното езеро, на 1680 m н.в. и с площ 350 m2, а по надолу, на 1620 m н.в., има малко езерце с площ 30 m2. Друго езеро – Бабин камен (8710 m н.в., площ 277 m2, е разположено в изворната зона на първия десен приток на Рибнишката река.
По-надолу реката минава под село Рибница, а след това в нея отдясно се влива Рагалец, а отляво – Дълбока река. Става най-големият приток на река Радика, в която се влива на 835 m н.в. Дължината ѝ е 12 km, а падът ѝ 119 m/1000 m.
Теренът, през който тече река Рибнишката река, е варовиков и нейната вода е светлозелена и бистра. Богата е на пъстърва.